# التيار الوطني الوسطي
التيار الوطني الوسطي هو حزب سياسي برلماني في ليبيا، أطلقه وزير النفط المؤقت السابق علي الترهوني في 23 أكتوبر 2011. وهو حركة سياسية وسطية، لها قواعدها الديمقراطية والاعتدال الديني.

## أيديولوجيا
أعلن علي الترهوني، مؤسس وقائد الحزب، في مقابلة أجراها أحد الصحفيين في صحيفة ليبيا هيرالد: «الوسطية هي اسم حركتنا. نحن معتدلون. نحن في المنتصف. أعتقد أن أي تطرف في الإسلام هو شيء نعارضه. نحن نعارض ذلك بشدة. لقد نشأنا في هذا البلد ونحن في الأساس لا نمارس هذه الأشياء التي يفعلونها وآمل أن تتوقف لأن ليبيا لا تتغاضى عن ذلك حقًا».

## نتائج الانتخابات
تنافس الحزب في انتخابات المؤتمر الوطني العام الليبي 2012. وحصل على مقعدين من 80 مقعدًا في القائمة الحزبية، ويمثل مع الأحزاب السياسية الأخرى الأقلية.